# Rudolf Saudek
Rudolph Saudek, né le 20 octobre 1880 à Kolín et mort le 19 juillet 1965 à Prague, est un sculpteur tchécoslovaque. Diplômé de l'Académie des Beaux Arts de Leipzig et de l'Académie des Beaux Arts de Prague, c'est un spécialiste du portrait. Il réalise notamment le portrait mortuaire de Nietzsche, ainsi que des portraits de Spinoza, Arthur Schopenhauer, Bedřich Smetana et Antonín Dvořák. En 1936, Saudek, qui vit à Leipzig depuis trente ans se voit, en tant que juif, privé de la possibilité d'exercer son métier et subvient à ses besoins en sculptant des pierres tombales pour des coreligionnaires. Cette activité également interdite, il fait émettre une protestation officielle par la légation tchèque à Berlin, mais le ministère des affaires étrangères répond que les juifs étrangers sont assujettis aux mêmes obligations que les Juifs allemands. Durant la Seconde Guerre mondiale, il est interné au camp de concentration de Theresienstadt où il exerce une animation artistique,,.